# Morten Bay
Morten Bay (født 12. januar 1973 i Køge) er en dansk-amerikansk forsker, lektor, forfatter, medierådgiver og musiker.

## Erhvervskarriere
Morten Bay er Ph.D. i informationsvidenskab fra UCLA med specialisering i digitale medier. Han er derudover uddannet cand.mag. i medievidenskab på Københavns Universitet. Han har skrevet for Urban og BT og blogget på b.dk og Beverly Hills Patch og er freelancejournalist for bl.a. Politiken og netstedet Recordere.dk. Bay har rådgivet en række virksomheder (herunder Aller Media, Saatchi & Saatchi, Oracle og Egmont) som konsulent indenfor nye medier, og har holdt workshops og foredrag for en lang række virksomheder og organisationer, herunder Microsoft, Apple, DR, SVT, NRK.
Efter i 2008 at være flyttet til Californien i USA stiftede han i 2009 virksomheden Blue Ant Agency, der arbejder med medierådgivning og producerer indhold til amerikanske og danske medier. Firmaet har direkte eller indirekte leveret ydelser til bl.a. General Electric, Microsoft, NBC, E!, A Broad Vision Productions, Vive Productions m.fl.[kilde mangler] I 2016 dannede han sammen med Annegrethe Rasmussen og Signe Wenneberg blogmediet Point of View International (POV). Morten Bay er digital redaktør på POV.
Morten Bay bliver ofte anvendt som ekspertkilde på medieområdet i aviser, TV og radio,[kilde mangler] og er til tider gæstevært i programmet Elektronista på Radio24syv.

## Forfatterskab
Morten Bay er forfatter til bøgerne Generation Netværk og Homo Conexus. Ud over de ovennævnte bøger har han skrevet Populærmusikkens historie 1977-1987 for forlaget Dansk Sang samt været ghostwriter på bogen Sådan tænker ledere, udgivet på Lindhardt og Ringhof. I 2014 udkom hans bog Velkommen til Computopia.

## Musik
Morten Bay har i eget navn eller i bandsammenhænge udgivet i alt fire musikalbum.
Med bandet Splint udgav han i 1999 EP'en Radio Fri Splint, samt i 2000 albummet Det første var en EP!, begge gennem Sony Music. Herfra fik især singlen Træt af kærlighed en del radio-airplay på P3, og albummet fik en række flotte anmeldelser. Salgsmæssigt var det dog ingen succes.
I 2001 udkom Splints andet album, HOP, der dog kun blev distribueret i et mindre oplag.
I 2003 udgav Morten Bay sit første solo-album, Akustisk-Elektrisk på EMI/NOIZ. Albummet var bemærkelsesværdigt ved at udkomme på stort set alle tilgængelige platforme, og var bl.a. den første udgivelse i Europa nogensinde, der kunne købes, betales og downloades og lyttes til på smartphones.[kilde mangler] Endnu engang blev albummet modtaget med flotte anmeldelser i pressen, men til trods for masser af airplay på bl.a. P3 og P4 udeblev salgs-succesen endnu engang. Morten Bay lykkedes dog med den sjældne kunst at have fire sange fra albummet i rotation samtidig på P3 og P4, nemlig sangene "SLÅ!", "30 Piskeslag" på P3, samt "Utaknemmelige Skarn" og "Skytsengle" på P4.
I 2005 dannede Morten Bay duoen Fjeldsted og Bay med sangeren Rasmus Fjeldsted, og udgav det overvejende politiske album Samarbejde på EMI/NOIZ. I denne omgang udeblev både den kritiske, kommercielle og airplay-mæssige succes. Siden har Morten Bay holdt pause fra musikken på et professionelt niveau, men har løbende skrevet sange og produceret for andre. Hans sange, produktioner eller co-writes har været indspillet og udgivet af kunstnere som The State, DeMarco, Martin Høybye, Simon Lynge, Sascha Dupont og Jørn Rosenville.

## Politik og kulturdebat
Fra 2006-2012 var Morten Bay redaktør af tekstforfatter- og komponistforeningen Danske Populærautorers medlemsblad, Ord og Toner. Igennem arbejdet med denne forening (hvor han også har siddet i bestyrelsen), der også er kendt som DPA, har han været en ivrig debattør i diskussionen om ophavsret, copyright og performing rights. Han er kendt som kritiker af copyleft-bevægelsen, men også for sit mangeårige arbejde for modernisering af det bestående ophavsretssystem. Han har i denne forbindelse været med i ekspertpaneler under to kulturministre i Danmark.
Morten Bay har været folketingskandidat for Det Radikale Venstre i Guldborgsund- og Præstøkredsene. Han var i en periode leder af partiets medieudvalg, der udviklede politiske initiativer for og rådgav daværende medieordfører Simon Emil Ammitzbøll. Bay var presseansvarlig for Ammitzbølls kampagne op til folketingsvalget 8. februar 2005, hvor sidstnævnte valgtes ind.
Da partiet Ny Alliance blev stiftet 7. maj 2007, var Morten Bay en del af den gruppe af Radikale, der i protest mod partiets daværende ledelse gik med i det nye parti. Morten Bay blev af Naser Khader bedt om at udvikle et kulturpolitisk program for partiet, hvilket Bay gjorde i samråd med en række kultur-aktivister fra det nye parti. Kulturprogrammet blev fremlagt af Leif Mikkelsen, med sidstnævntes egne tilføjelser,[kilde mangler] ved et pressemøde på Christiansborg i august 2007.
Efterhånden, som ledelsen i Ny Alliance gik i en mere traditionel borgerlig retning, frem for den socialliberale retning partiet havde før folketingsvalget 13. november 2007, kunne Bay ikke længere finde sig til rette med partiets holdninger. Da stifteren Gitte Seeberg forlod Ny Alliance i januar 2008, forlod Morten Bay samtidig partiet og vendte tilbage til Det Radikale Venstre.

## Privatliv
Morten Bay er pt. bosiddende i Los Angeles. Han dannede i 1997-2009 par med musikeren og TV-personligheden Sascha Dupont.
I 2011 blev han brugt i en reklame for dagbladet Børsen, der satte ham øverst i en pyramide for "Elite reklamehipness", uden at Morten Bay vidste noget om det. Han protesterede efterfølgende over den ufrivillige hæder, der var tildelt ham, eftersom han kun har arbejdet meget kortvarigt i reklamebranchen.

## Hæder
Morten Bay modtog i 2008 Fremtidsprisen sammen med Julie Ralund, for bogen Generation Netværk.
I 2003 fik han Ravn-Joensen-prisen for at have taget initiativ til Danmarks første digitale musiktjeneste, der var understøttet af den danske musikbranche. Arbejdet med dette initiativ førte i første omgang til projektet Phonofile Danmark, der siden blev til Basepoint Media.
I 2009 modtog han en 'Best Paper'-pris for en videnskabelig artikel om pressedækningen af bl.a. Apple og Google ved den syvende Innovation Journalism-konference på Stanford University i Californien.
I 2012 modtog han DPA's påskønnelses-legat for arbejdet med Ord og Toner.
I 2016 forudså Morten Bay, at Hillary Clinton umuligt kunne undgå at vinde præsidentvalget i USA, og han blev derfor udnævnt til uetisk profet. Efterfølgende opgav han at beskæftige sig med amerikansk politik.